# Malaysische Badmintonmeisterschaft 2011
Die Malaysische Badmintonmeisterschaft 2011 fand vom 18. bis zum 21. Februar 2011 in Kuala Terengganu als Proton Malaysia Grand Prix Finals statt. 

## Sieger und Platzierte
| Disziplin    | Gold                              | Silber                           | Bronze                        |
| ------------ | --------------------------------- | -------------------------------- | ----------------------------- |
| Herreneinzel | Lee Chong Wei                     | Arif Abdul Latif                 | Chong Wei Feng                |
| Herreneinzel | Lee Chong Wei                     | Arif Abdul Latif                 | Tan Chun Seang                |
| Dameneinzel  | Tee Jing Yi                       | Sonia Cheah Su Ya                | Sannatasah Saniru             |
| Dameneinzel  | Tee Jing Yi                       | Sonia Cheah Su Ya                | Yang Li Lian                  |
| Herrendoppel | Hoon Thien How Tan Boon Heong     | Fairuzizuan Tazari Ong Soon Hock | Chan Peng Soon Ong Jian Guo   |
| Herrendoppel | Hoon Thien How Tan Boon Heong     | Fairuzizuan Tazari Ong Soon Hock | Mak Hee Chun Tan Wee Kiong    |
| Damendoppel  | Marylen Ng Poau Leng Woon Khe Wei | Chong Sook Chin Goh Liu Ying     | Sannatasah Saniru Tee Jing Yi |
| Damendoppel  | Marylen Ng Poau Leng Woon Khe Wei | Chong Sook Chin Goh Liu Ying     | Chow Mei Kuan Lee Meng Yean   |
| Mixed        | Tan Boon Heong Chin Eei Hui       | Chan Peng Soon Goh Liu Ying      | Ong Jian Guo Chong Sook Chin  |
| Mixed        | Tan Boon Heong Chin Eei Hui       | Chan Peng Soon Goh Liu Ying      | Tan Wee Kiong Woon Khe Wei    |